# Olof Grahn
Olof Grahn, född 1745, död 1815, var en svensk handlande, riksdagsledamot och politiker.

## Biografi
Olof Grahn föddes 1745 och var son till rådmannen Mårten Graan i Umeå. han arbetade som handlande i Umeå och avled 1815.
Grahn var riksdagsledamot för borgarståndet i Umeå vid riksdagen 1789.
Grahn gifte sig första gången med Anna Burgerus och andra gången med Margareta Liljedahl.